# 鳳凰山 (秋田県)
鳳凰山（ほうおうざん）は、秋田県大館市にある山である。

## 概要
大館市の市街地から東に見え、市のシンボルとされている山である。山は市街地のすぐ近くにあり、麓を長木川が流れる。
山の名称は、かつて山嶺に鳳凰山玉林寺（現在は移転）があったことにちなんで命名された。鳳凰山玉林寺は、室町時代にこの地区を治めていた豪族の浅利氏が守瑞禅師を開山として建立した。
登山道はよく整備されている。山麓には長根山総合運動公園や大館少年自然の家などの施設があり、多くの市民に活用されている。

## 大文字
大文字は、1968年（昭和43年）に当時の市長石川芳男の発案により始められた。祖先の供養と大館市が将来に向かい大きく発展することを祈願する市の夏の最大イベントで、夜空に総画全長450mの「大」の字が浮かび上がる。この大文字は、大館市が2006年（平成18年）に平成の大館八景の1つとして指定している。

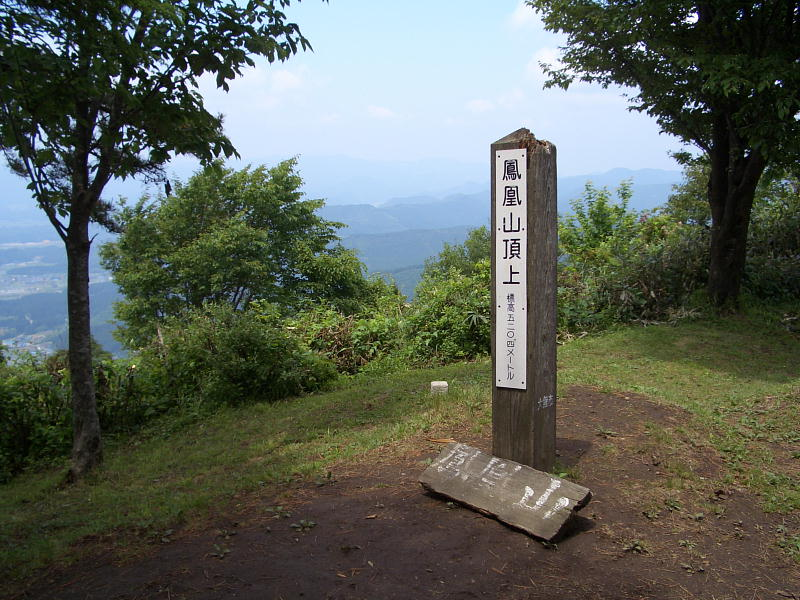
山頂